# Victor Jensen

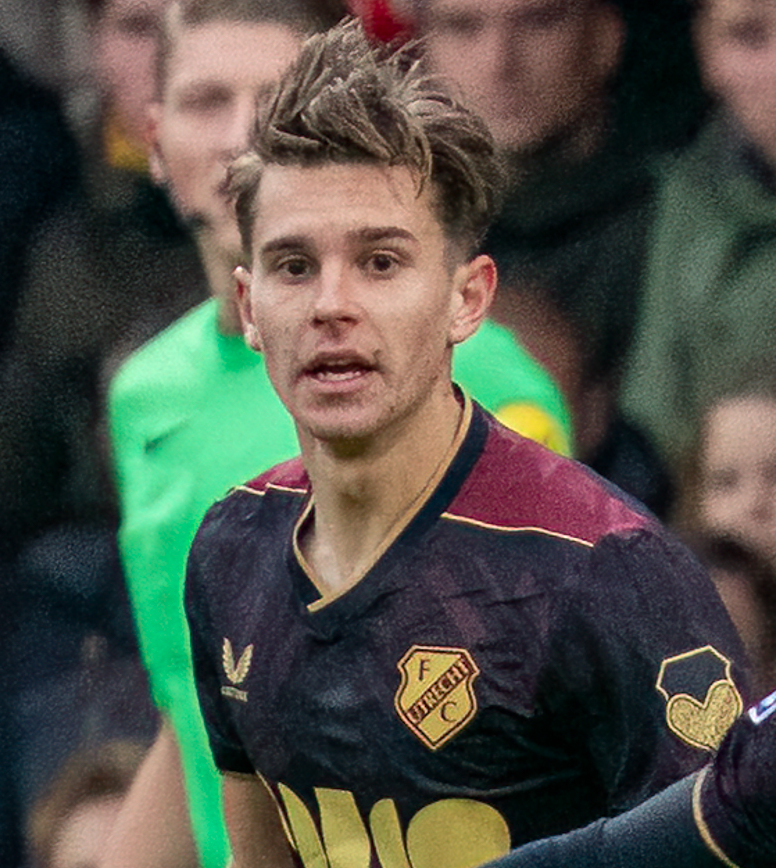
Victor Christoffer Jensen (2023)

Victor Christoffer Jensen (* 8. Februar 2000 in Kopenhagen) ist ein dänischer Fußballspieler. Er steht seit 2022 beim FC Utrecht unter Vertrag.

## Karriere

### Verein
Victor Jensen spielte in seiner Jugend zuerst für Hvidovre IF, dann im Nachwuchsleistungszentrum (School of Excellence) des FC Kopenhagen. 2017 wechselte er in die Niederlande zur Akademie von Ajax Amsterdam. Sein Vertrag dort lief vorerst bis 2020 und er wurde zunächst in der U19 des Vereins eingesetzt. Am 12. Januar 2018 gab er sein Debüt in einer Profiliga, als er für die Reservemannschaft Jong Ajax beim 1:2 am 20. Spieltag der Jupiler League (zweite niederländische Liga) gegen Fortuna Sittard zum Einsatz kam. Am 5. Februar gelang Jensen beim 2:0-Sieg am 23. Spieltag gegen Helmond Sport mit dem Tor zum Endstand sein erstes Tor im Herrenbereich. Sein erstes Spiel in der Eredivisie folgte am 12. Dezember 2020, als Victor Jensen beim 4:0-Heimsieg gegen PEC Zwolle in der 75. Minute für den Torschützen Antony eingewechselt wurde. Am 1. Februar 2021 – kurz vor Ende der Wintertransferperiode – wurde Victor Jensen zurück nach Dänemark verliehen, wo er für den FC Nordsjælland auflief. Dort kam er regelmäßig zum Einsatz und stand dabei in 12 seiner 18 Punktspieleinsätzen in der Startelf.
Der Leihvertrag lief zum Saisonende aus, woraufhin Jensen zu Ajax zurückkehrte. Er kam lediglich zu einem Punktspieleinsatz und ansonsten lief er lediglich für die zweite Mannschaft auf, sodass er am 1. März 2022 auf Leihbasis nach Norwegen zu Rosenborg BK wechselte, wofür im Gegenzug sein Vertrag in Amsterdam bis Mitte 2024 verlängert wurde. Nach Ablauf der Leihe kehrte er Anfang 2023 zunächst zu Ajax zurück, verließ den Verein jedoch am Ende der Transferperiode wieder und wechselte am 31. Januar 2023 fest zum FC Utrecht.

### Nationalmannschaft
Am 6. Oktober 2015 spielte Jensen bei einer 0:2-Niederlage in einem Testspiel in Skive gegen Ungarn zum ersten Mal für die dänische U16-Nationalmannschaft. Für die U16 kam er zu sieben Einsätzen. Am 3. August 2016 spielte Jensen zum ersten Mal für die dänische U17-Nationalmannschaft, als er beim 4:1-Sieg während des Nordic Cups in Finnland gegen Zypern in der Anfangsformation stand und nach 65 Minuten für Nicolai Baden Frederiksen ausgewechselt wurde. Am 28. Februar 2017 absolvierte Jensen beim 2:0-Testspielsieg in Belfast gegen Nordirland sein elftes und letztes Spiel für die dänische U17. Am 1. September 2017 absolvierte Jensen beim 1:2 in einem Testspiel in Nyborg gegen die Niederlande sein erstes von sechs Einsätzen für die dänische U18-Nationalelf. Bereits am 27. Februar 2018 spielte er in einem Testspiel im katalanischen Lloret de Mar gegen Schottland zum ersten Mal für die dänische U19-Nationalmannschaft. Seit 2019 ist er in der U21-Nationalmannschaft aktiv. Auch für die U20-Auswahl absolvierte er im Juni 2021 zwei Freundschaftsspiele. 